# Saâne-Saint-Just
Saâne-Saint-Just est une commune française située dans le département de la Seine-Maritime en région Normandie.

## Géographie

### Localisation
|                       | Biville-la-Rivière |                      |
| Gonnetot              | Saâne-Saint-Just   | Saint-Ouen-le-Mauger |
| Saint-Laurent-en-Caux | Le Torp-Mesnil     | Auzouville-sur-Saâne |

### Hydrographie
La commune est située dans le bassin Seine-Normandie. Elle est drainée par la Saâne et un autre petit cours d'eau,.
La Saâne, d'une longueur de 40 km, prend sa source dans la commune d'Yerville et se jette dans la Manche en limite des communes de Sainte-Marguerite-sur-Mer et de Quiberville-sur-Mer, après avoir traversé 24 communes. Les caractéristiques hydrologiques de la Saâne sont données par la station hydrologique située sur la commune de Biville-la-Rivière. Le débit moyen mensuel est de 2,07 m3/s. Le débit moyen journalier maximum est de 5,19 m3/s, atteint lors de la crue du 28 mai 2018. Le débit instantané maximal est quant à lui de 8,97 m3/s, atteint le même jour.

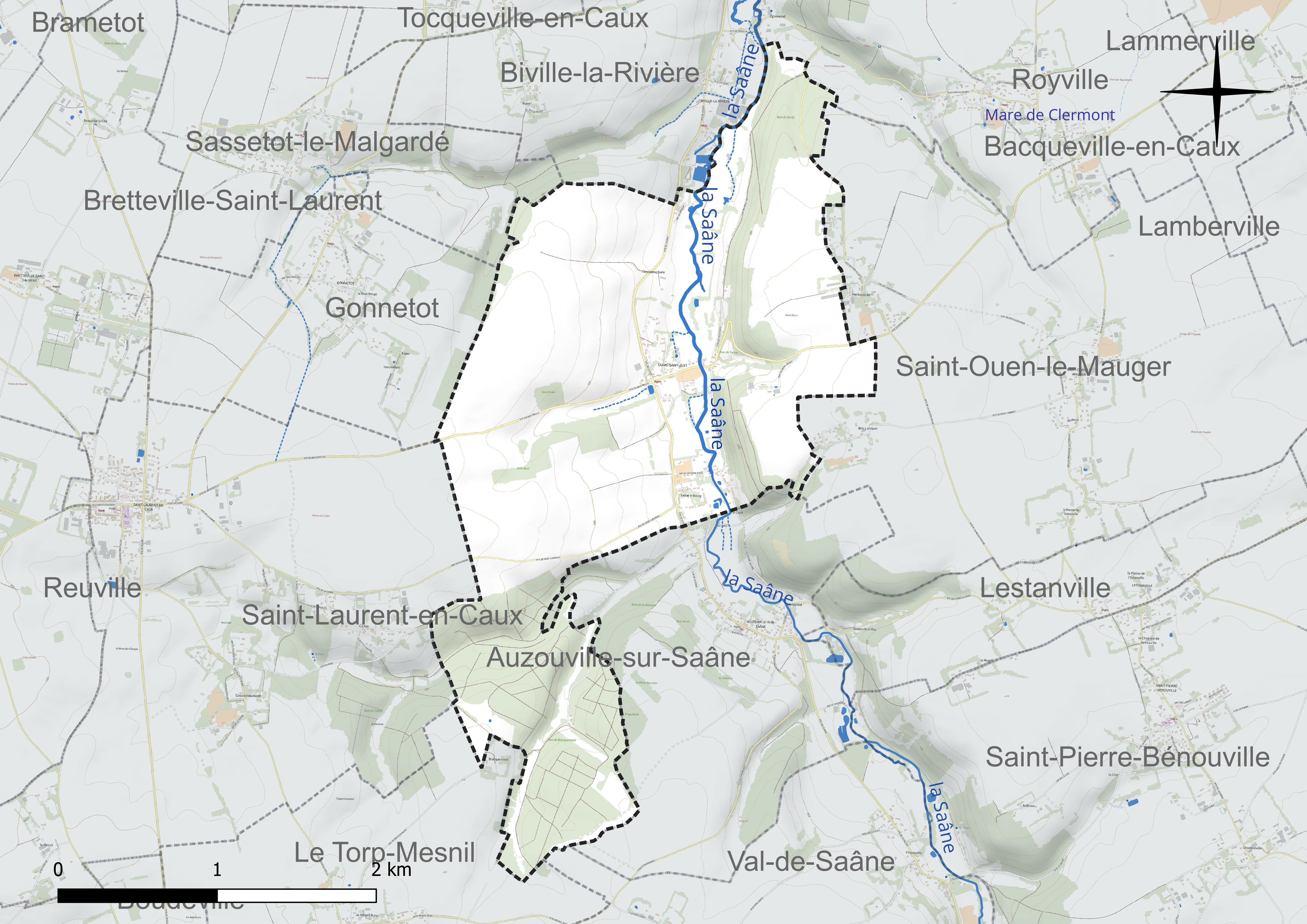
Réseau hydrographique de Saâne-Saint-Just.

### Climat
Pour des articles plus généraux, voir Climat de la Normandie et Climat de la Seine-Maritime.
En 2010, le climat de la commune est de type climat océanique franc, selon une étude du CNRS s'appuyant sur une série de données couvrant la période 1971-2000. En 2020, Météo-France publie une typologie des climats de la France métropolitaine dans laquelle la commune est exposée à un climat océanique et est dans la région climatique Côtes de la Manche orientale, caractérisée par un faible ensoleillement (1 550 h/an) ; forte humidité de l’air (plus de 20 h/jour avec humidité relative > 80 % en hiver), vents forts fréquents. Parallèlement le GIEC normand, un groupe régional d’experts sur le climat, différencie quant à lui, dans une étude de 2020, trois grands types de climats pour la région Normandie, nuancés à une échelle plus fine par les facteurs géographiques locaux. La commune est, selon ce zonage, exposée à un « climat maritime », correspondant au Pays de Caux, frais, humide et pluvieux, légèrement plus frais que dans le Cotentin.
Pour la période 1971-2000, la température annuelle moyenne est de 10,5 °C, avec une amplitude thermique annuelle de 13,4 °C. Le cumul annuel moyen de précipitations est de 830 mm, avec 13,3 jours de précipitations en janvier et 8,5 jours en juillet. Pour la période 1991-2020, la température moyenne annuelle observée sur la station météorologique la plus proche, située sur la commune d'Ectot-lès-Baons à 16 km à vol d'oiseau, est de 10,8 °C et le cumul annuel moyen de précipitations est de 905,5 mm,. Pour l'avenir, les paramètres climatiques de la commune estimés pour 2050 selon différents scénarios d'émission de gaz à effet de serre sont consultables sur un site dédié publié par Météo-France en novembre 2022.

## Urbanisme

### Typologie
Au 1er janvier 2024, Saâne-Saint-Just est catégorisée commune rurale à habitat très dispersé, selon la nouvelle grille communale de densité à sept niveaux définie par l'Insee en 2022.
Elle est située hors unité urbaine. Par ailleurs la commune fait partie de l'aire d'attraction de Rouen, dont elle est une commune de la couronne,. Cette aire, qui regroupe 317 communes, est catégorisée dans les aires de 200 000 à moins de 700 000 habitants,.

### Occupation des sols
L'occupation des sols de la commune, telle qu'elle ressort de la base de données européenne d’occupation biophysique des sols Corine Land Cover (CLC), est marquée par l'importance des territoires agricoles (70,9 % en 2018), une proportion identique à celle de 1990 (70,9 %). La répartition détaillée en 2018 est la suivante : 
terres arables (51,9 %), forêts (29,1 %), prairies (15,3 %), zones agricoles hétérogènes (3,7 %). L'évolution de l’occupation des sols de la commune et de ses infrastructures peut être observée sur les différentes représentations cartographiques du territoire : la carte de Cassini (XVIIIe siècle), la carte d'état-major (1820-1866) et les cartes ou photos aériennes de l'IGN pour la période actuelle (1950 à aujourd'hui).

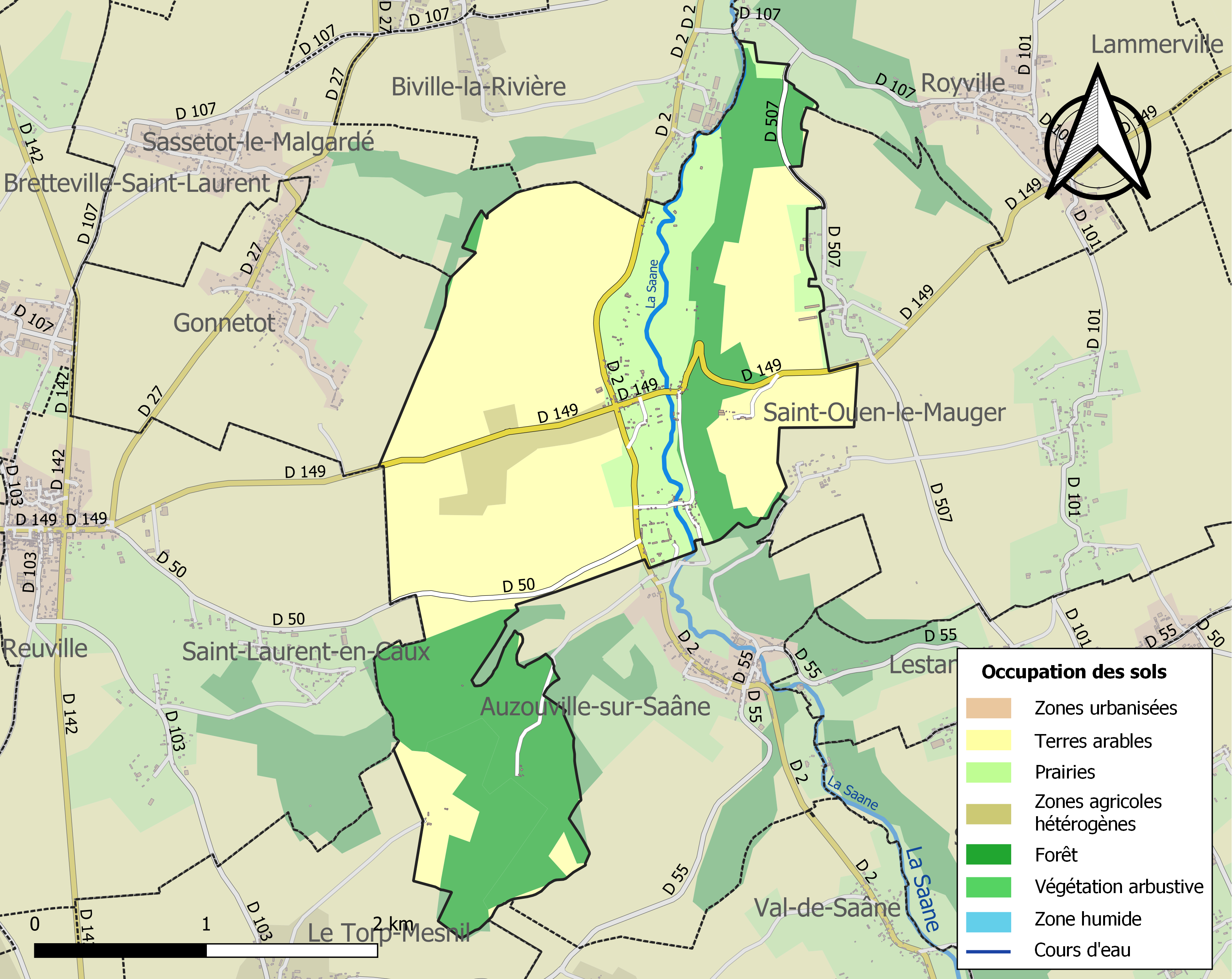
Carte des infrastructures et de l'occupation des sols de la commune en 2018 (CLC).

## Toponymie
Formée en 1821 de la fusion de Bourg-de-Saâne et de Saint-Just-sur-Saâne.
Saâne est attesté sous la forme Sedana vers 1040 et 1066.
Saint-Just est attesté sous la forme Sancta justa à la fin du XIe siècle.
La Saâne est un fleuve côtier, dans le département de la Seine-Maritime, qui se jette dans la Manche.
Saint-Just est emprunté, à l'hagiotoponyme de l'ancienne commune Saint-Just-sur-Saâne, Juste de Beauvais.

## Histoire
Par le décret du 29 mars 2019, une partie de territoire de la commune de Saâne-Saint-Just est rattachée à la commune du Torp-Mesnil.

## Politique et administration
| Période                                  | Période                    | Identité             | Étiquette | Qualité |
| ---------------------------------------- | -------------------------- | -------------------- | --------- | --- |
| 1912                                     |                            | Zéphyrin Vallée      |           | |
| Les données manquantes sont à compléter. |                            |                      |           | |
|                                          |                            | Georges-Paul Blondel |           | |
| 1962                                     |                            | Blondel              |           | |
| mars 2001                                | En cours (au 10 août 2020) | Denis Fauvel         |           | Vice-président de la CC Saâne et Vienne (2008 → 2016) Président de la CC Terroir de Caux (2017 → 2020) Réélu pour le mandat 2020-2026, |

## Population et société

### Démographie
L'évolution du nombre d'habitants est connue à travers les recensements de la population effectués dans la commune depuis 1793. Pour les communes de moins de 10 000 habitants, une enquête de recensement portant sur toute la population est réalisée tous les cinq ans, les populations de référence des années intermédiaires étant quant à elles estimées par interpolation ou extrapolation. Pour la commune, le premier recensement exhaustif entrant dans le cadre du nouveau dispositif a été réalisé en 2005.

En 2022, la commune comptait 137 habitants, en évolution de −13,84 % par rapport à 2016 (Seine-Maritime : +0,35 %, France hors Mayotte : +2,11 %).
| 1793 | 1800 | 1806 | 1821 | 1831 | 1836 | 1841 | 1846 | 1851 |
| ---- | ---- | ---- | ---- | ---- | ---- | ---- | ---- | ---- |
| 85   | 103  | 112  | 181  | 399  | 361  | 342  | 342  | 305  |

| 1856 | 1861 | 1866 | 1872 | 1876 | 1881 | 1886 | 1891 | 1896 |
| ---- | ---- | ---- | ---- | ---- | ---- | ---- | ---- | ---- |
| 308  | 309  | 290  | 275  | 243  | 205  | 213  | 215  | 177  |

| 1901 | 1906 | 1911 | 1921 | 1926 | 1931 | 1936 | 1946 | 1954 |
| ---- | ---- | ---- | ---- | ---- | ---- | ---- | ---- | ---- |
| 175  | 139  | 182  | 161  | 142  | 148  | 140  | 195  | 161  |

| 1962 | 1968 | 1975 | 1982 | 1990 | 1999 | 2005 | 2006 | 2010 |
| ---- | ---- | ---- | ---- | ---- | ---- | ---- | ---- | ---- |
| 155  | 110  | 66   | 107  | 132  | 142  | 140  | 141  | 147  |

| 2015 | 2020 | 2022 | - | - | - | - | - | - |
| ---- | ---- | ---- | - | - | - | - | - | - |
| 158  | 139  | 137  | - | - | - | - | - | - |

## Culture locale et patrimoine

### Lieux et monuments
Église Saint-Just.